# 대기압

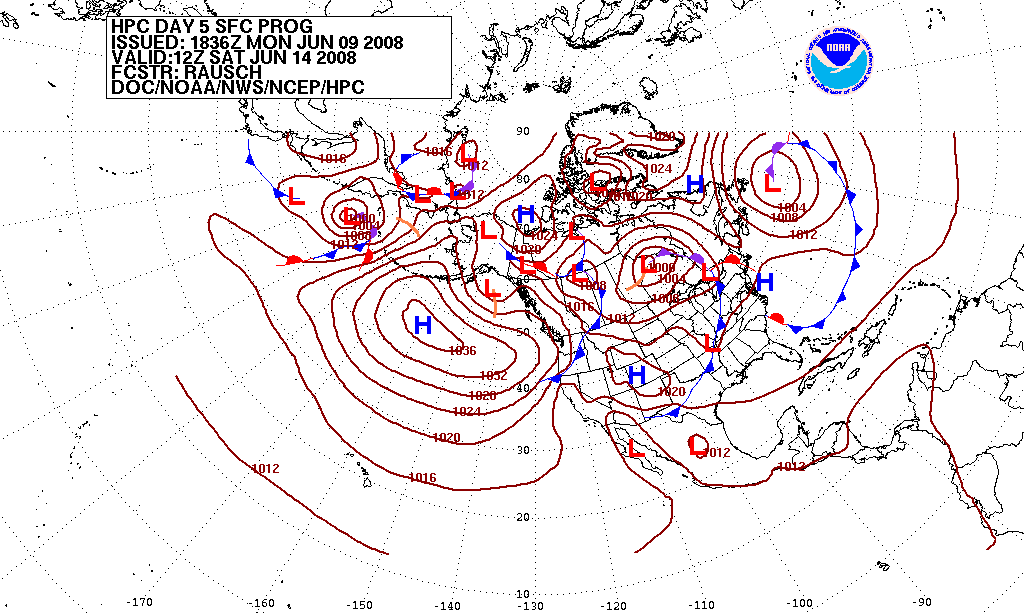

대기압(大氣壓, 영어: atmospheric pressure)은 지구 대기권 내의 압력이다. 기압 (기호: atm)은 101,325 Pa (1,013.25 hPa)로 정의되는 압력 단위로, 1,013.25 밀리바, 760 mm Hg, 29.9212 인치 Hg, 또는 14.696 psi에 해당한다. atm 단위는 지구의 평균 해수면 대기압과 대략적으로 동일하다. 즉, 해수면에서의 지구 대기압은 약 1 atm이다.
대부분의 경우 대기압은 측정 지점 위에 있는 공기의 무게로 인한 수압으로 밀접하게 근사된다. 표고 (높이)가 증가할수록 그 위에 있는 대기 질량이 줄어들기 때문에 대기압은 표고가 증가할수록 감소한다. 특히 낮은 고도의 밀한 대기층은 지구 반지름에 비해 얇기 때문에 고도에 따른 지구의 중력 가속도는 일정하다고 근사할 수 있으며, 이 감소에 거의 기여하지 않는다. 압력은 단위 면적당 힘을 측정하며, 국제단위계 단위는 파스칼 (1 파스칼 = 1 뉴턴/제곱 미터, 1 N/m2)이다. 평균적으로 평균 해수면에서 지구 대기권 꼭대기까지 측정된 단면적 1제곱 센티미터 (cm2)의 공기 기둥은 약 1.03 킬로그램의 질량을 가지며 약 10.1 뉴턴의 힘 또는 "무게"를 가하여 10.1 N/cm2 또는 101 kN/m2 (101 킬로파스칼, kPa)의 압력을 발생시킨다. 단면적 1 in2의 공기 기둥은 약 14.7 lbf의 무게를 가지며, 14.7 lbf/in2의 압력을 발생시킨다.

## 구조
대기압은 지표면 위에 있는 대기 가스에 대한 행성의 중력 인력에 의해 발생하며, 행성의 질량, 지표면의 반지름, 가스의 양과 구성 및 대기 중 수직 분포의 함수이다. 이는 행성의 자전과 풍속, 온도에 따른 밀도 변화 및 구성 변화와 같은 국지적 효과에 의해 변경된다.

## 평균 해수면 압력

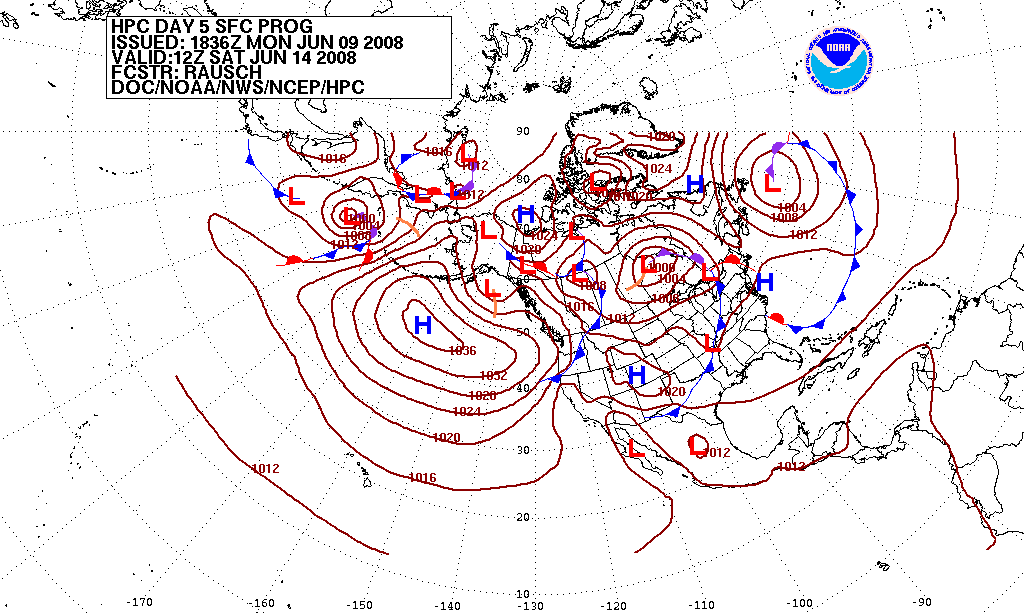
밀리바 또는 헥토파스칼로 대기압을 보여주는 지도

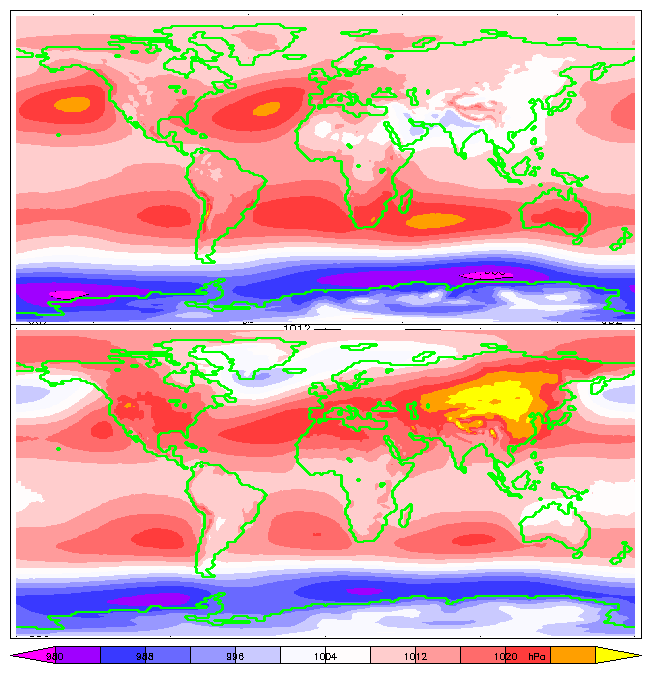
6월, 7월, 8월(위) 및 12월, 1월, 2월(아래)의 15년 평균 해수면 압력. ERA-15 재분석.

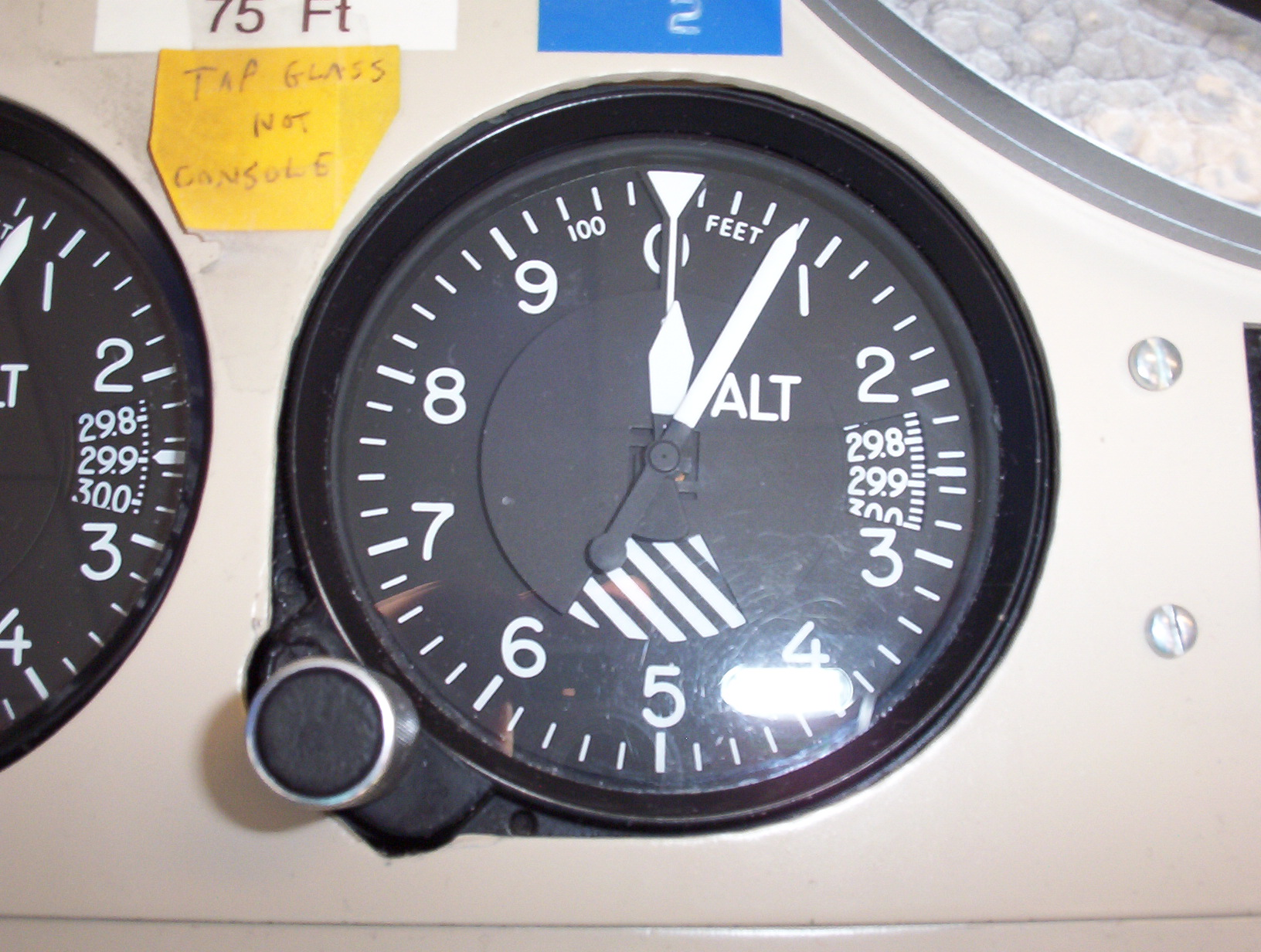
콜스만형 기압식 항공기 고도계.

평균 해수면 압력(MSLP)은 평균 해수면에서의 대기압이다. 이는 일반적으로 라디오, 텔레비전, 신문 또는 인터넷을 통해 기상학자들이 기상 보고서에서 제공하는 대기압이다.
항공에서 고도계 설정은 대기압 조정이다.
평균 해수면 압력은 1,013.25 hPa (29.921 inHg; 760.00 mmHg)이다. 항공 기상 보고서(METAR)에서 QNH는 전 세계적으로 헥토파스칼 또는 밀리바(1 헥토파스칼 = 1 밀리바)로 전송된다. 미국, 캐나다, 일본에서는 고도계 설정이 수은주 인치 (소수점 이하 두 자리)로 보고된다. 미국과 캐나다 또한 해수면 압력 SLP를 보고하는데, 이는 다른 방법으로 해수면으로 조정되며, 국제적으로 전송되는 코드 부분이 아니라 비고 섹션에 헥토파스칼 또는 밀리바로 보고된다. 그러나 캐나다의 공공 기상 보고서에서는 해수면 압력이 킬로파스칼로 보고된다.
미국 기상 코드 주석에서는 세 자리 숫자만 전송된다. 소수점과 가장 중요한 한두 자리는 생략된다. 예를 들어, 1,013.2 hPa (14.695 psi)는 132로 전송되고, 1,000 hPa (100 kPa)는 000으로 전송되며, 998.7 hPa는 987로 전송된다. 지구상에서 가장 높은 해수면 압력은 시베리아에서 발생하는데, 시베리아 기단은 종종 1,050 hPa (15.2 psi; 31 inHg) 이상의 해수면 압력을 가지며, 최고 기록은 1,085 hPa (15.74 psi; 32.0 inHg)에 가깝다. 측정 가능한 가장 낮은 해수면 압력은 열대 저기압과 토네이도의 중심에서 발견되며, 최저 기록은 870 hPa (12.6 psi; 26 inHg)이다. 마지막 세 자리를 전송하는 시스템은 1080.0 hPa와 980.0 hPa에 대해 동일한 코드(800)를 전송한다.

## 지표 압력
지표 압력은 지구 표면 (대지 (지형) 및 바다)의 특정 위치에서의 대기압이다. 이는 해당 위치 위에 있는 공기 질량에 정비례한다.
수치적 이유로, 대기 대순환 모형 (GCM)과 같은 대기 모델은 일반적으로 지표 압력의 무차원 로그를 예측한다.
지구의 지표 압력 평균값은 985 hPa이다. 이는 해수면 이상 또는 이하의 위치에 대해 압력을 해수면으로 외삽하는 평균 해수면 압력과는 대조적이다. 국제 표준 대기 (MSL)에서의 평균 해수면 압력은 1,013.25 hPa 또는 1 기압 (atm) 또는 29.92 수은주 인치이다.
압력(P), 질량(m), 중력 가속도(g)는 P = F/A = (m*g)/A로 관련되며, 여기서 A는 표면적이다. 따라서 대기압은 해당 위치 위의 대기 질량의 단위 면적당 무게에 비례한다.

## 고도에 따른 변화

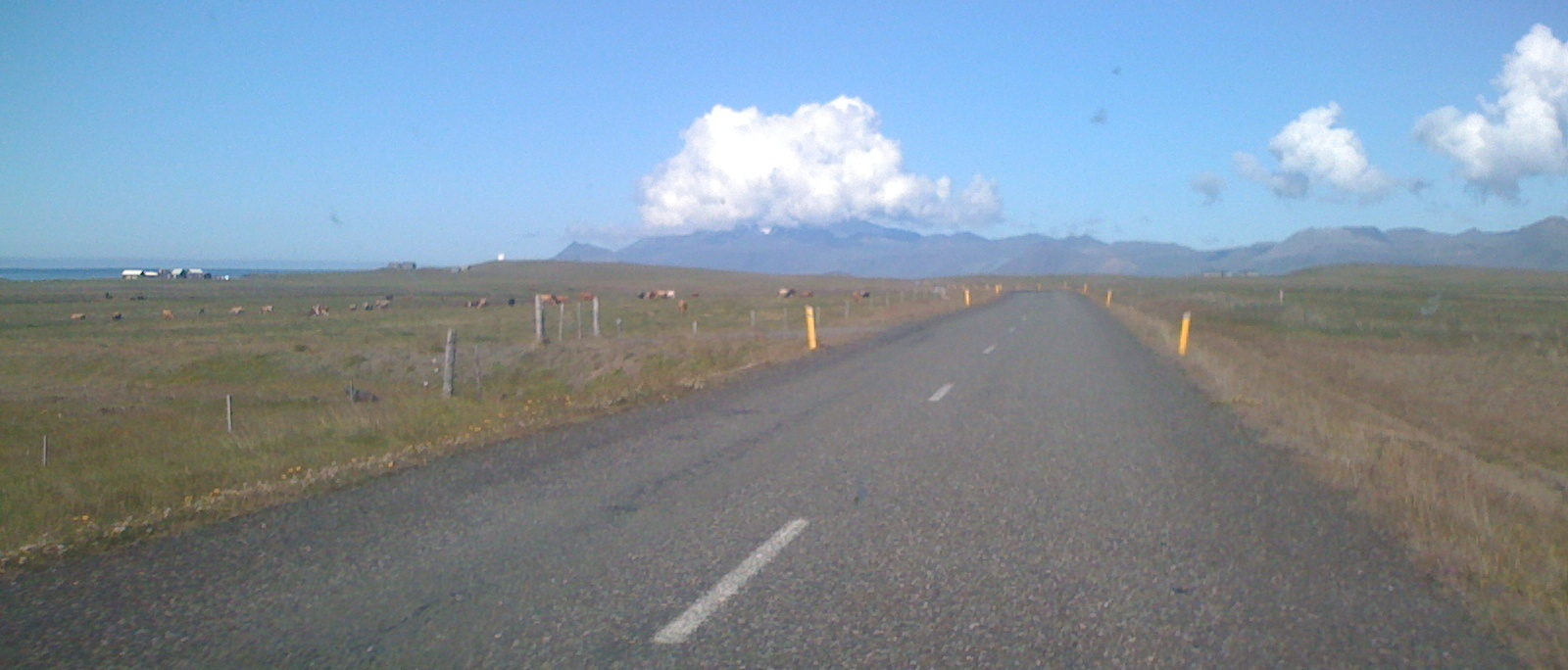
아이슬란드 스나이펠스외쿨 상공의 구름 형성, 지형성 상승으로 산 위에서 형성

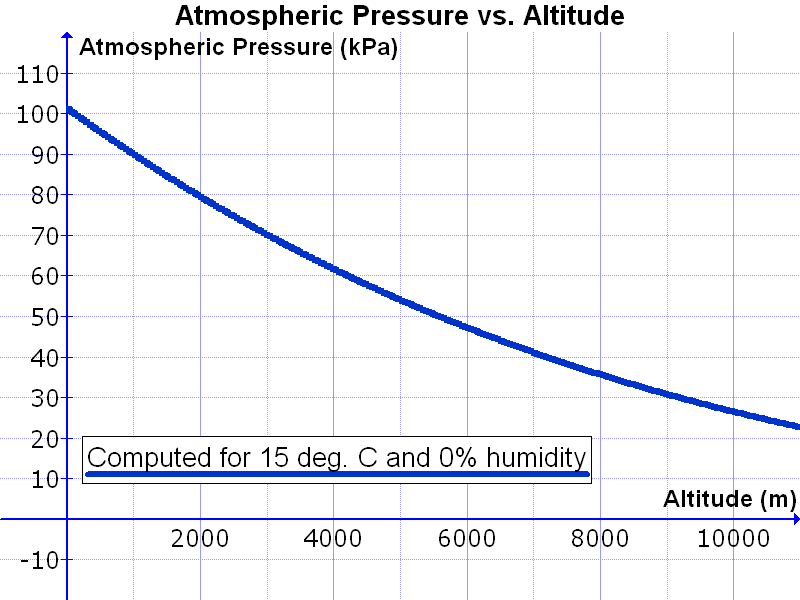
15 °C 및 0% 상대 습도에서 계산된 고도에 따른 대기압 변화.

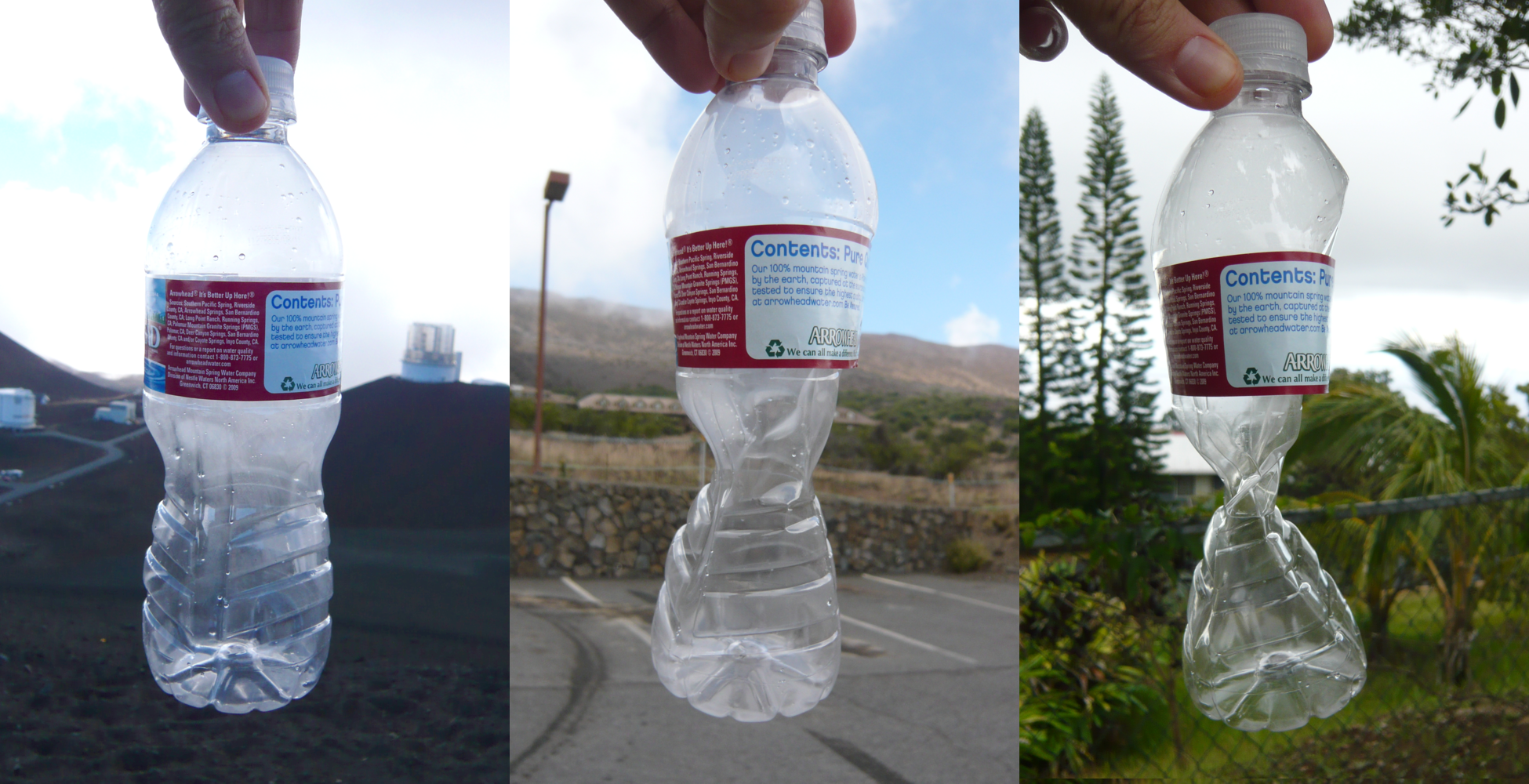
이 플라스틱 병은 약 고도에서 밀봉되었으며, 해수면으로 내려오면서 및 에서 기록된 대기압 증가로 인해 찌그러졌다.

지구의 압력은 지표면의 고도에 따라 달라지므로, 산의 기압은 일반적으로 해수면의 기압보다 낮다. 압력은 지구 표면에서 중간권 상단까지 부드럽게 변화한다. 압력은 기상에 따라 변하지만, 미국 항공 우주국은 연중 지구의 모든 지역에 대한 조건을 평균화했다. 고도가 증가함에 따라 대기압은 감소한다. 주어진 고도에서의 대기압을 계산할 수 있다. 온도와 습도 또한 대기압에 영향을 미친다. 압력은 온도에 비례하고 습도에 반비례하며, 이 두 가지는 정확한 수치를 계산하는 데 필요하다. 오른쪽위 그래프는 15 °C의 온도와 0%의 상대 습도를 기준으로 개발되었다.
해수면 위 낮은 고도에서는 100 미터당 약 1.2 kPa (12 hPa)씩 압력이 감소한다. 대류권 내의 더 높은 고도에서는 다음 방정식 (기압 공식)이 대기압 p를 고도 h와 관련시킨다.
{\displaystyle {\begin{aligned}p&=p_{0}\cdot \left(1+{\frac {L\cdot h}{T_{0}}}\right)^{-{\frac {g\cdot M}{R_{0}\cdot L}}}\\&=p_{0}\cdot \left(1+{\frac {g\cdot h}{c_{\text{p}}\cdot T_{0}}}\right)^{-{\frac {c_{\text{p}}\cdot M}{R_{0}}}}\end{aligned}}}
이 방정식의 값은 다음과 같다.
| 매개변수 | 설명                               | 값                    |
| -------- | ---------------------------------- | --------------------- |
| h        | 평균 해수면 위의 높이              | m                     |
| p0       | 해수면 표준 대기압                 | 101,325 Pa            |
| L        | 기온 감률, 건조 공기의 경우 = g/cp | ~ 0.00976 K/m         |
| cp       | 정압 비열                          | 1,004.68506 J/(kg·K)  |
| T0       | 해수면 표준 온도                   | 288.15 K              |
| g        | 지구 표면 중력 가속도              | 9.80665 m/s2          |
| M        | 건조 공기의 몰 질량                | 0.02896968 kg/mol     |
| R0       | 기체 상수                          | 8.314462618 J/(mol·K) |

## 국지적 변화

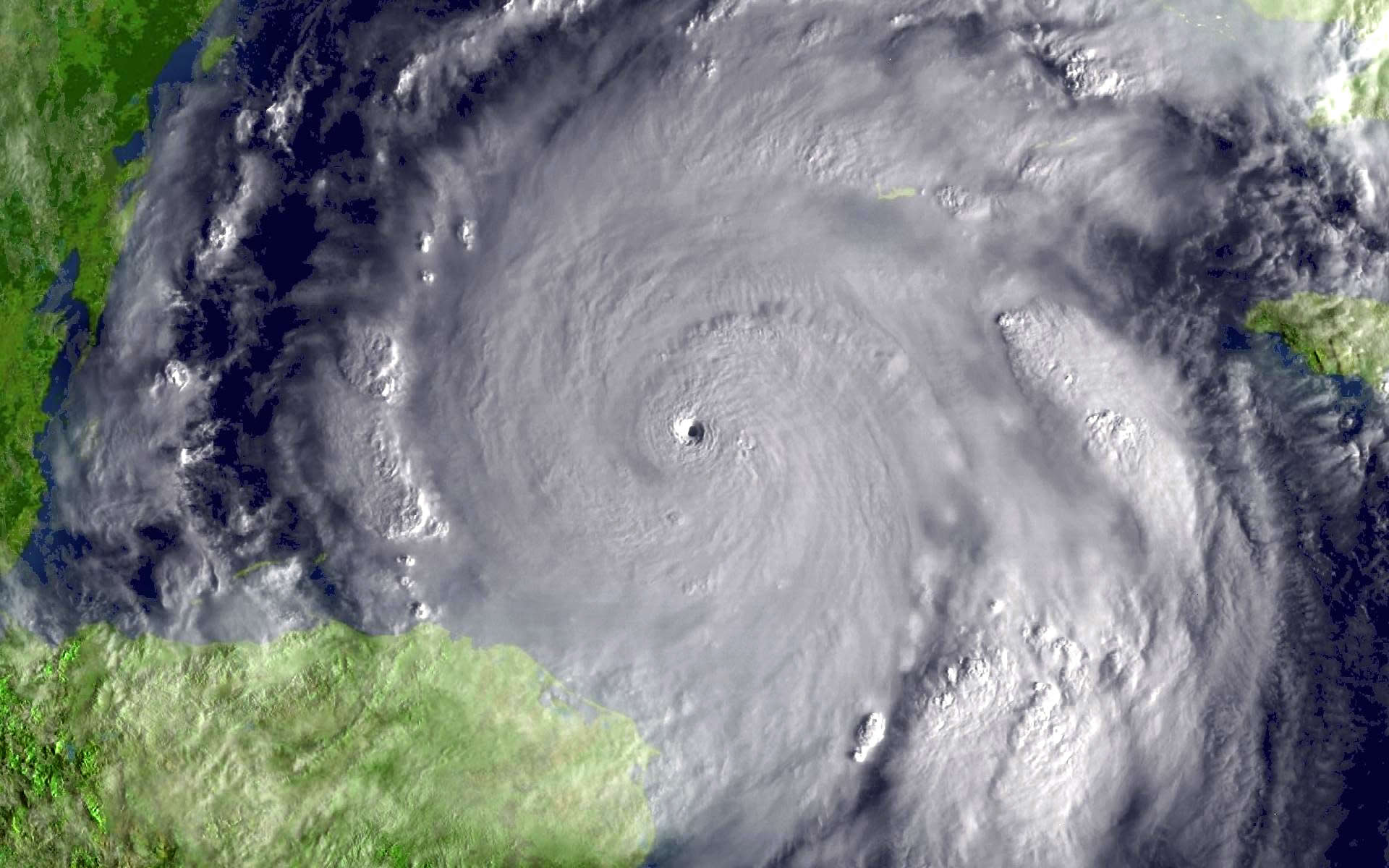
2005년 10월 19일 허리케인 윌마. 이미지가 찍힐 당시 태풍의 눈 내부 압력은 였다.

대기압은 지구상에서 크게 달라지며, 이러한 변화는 기상과 기후를 연구하는 데 중요하다. 대기압은 전지구적인 대기 조석에 의해 일주기 또는 반일주기(하루 두 번) 주기를 보인다. 이 효과는 열대 지역에서 가장 강하며, 진폭은 몇 헥토파스칼이고, 극지방에서는 거의 0이다. 이러한 변동은 두 개의 중첩된 주기, 즉 일주기(24시간) 주기와 반일주기(12시간) 주기를 가진다.

## 기록
지구상에서 기록된 최고 해수면 보정 기압(750 미터 이상)은 2001년 12월 19일 토손첸겔, 몽골에서 측정된 1,084.8 hPa (32.03 inHg)이다. 기록된 최고 해수면 보정 기압(750 미터 이하)은 1968년 12월 31일 예벤키 자치구 아가타(북위 66°53', 동경 93°28', 고도: 261 m, 856 ft)에서 1,083.8 hPa (32.005 inHg)였다. 이러한 구분은 높은 고도에서 해수면으로 환원하는 과정과 관련된 문제적인 가정(표준 기온 감률 가정) 때문이다.
해수면 아래 430 미터 (1,410 ft)로 지구상에서 가장 낮은 지점인 사해는 그에 상응하는 높은 대기압인 1,065 hPa를 특징으로 한다. 해수면 이하 지표 압력 기록은 1961년 2월 21일에 1,081.8 hPa (31.95 inHg)로 세워졌다.
기록된 가장 낮은 비토네이도 대기압은 1979년 10월 12일 서태평양의 태풍 팁 기간 동안 870 hPa (0.858 atm; 25.69 inHg)이었다. 이 측정은 정찰기에서 수행된 계기 관측을 기반으로 한다.

## 수심을 기준으로 한 측정
1 기압 (101.325 kPa or 14.7 psi)은 대략 10.3 m (33.8 ft) 높이의 담수 기둥의 무게로 인한 압력과도 같다. 따라서 수심 10.3 m 아래의 다이버는 약 2 기압(공기 1 기압 + 물 1 기압)의 압력을 경험한다. 반대로, 10.3 m는 표준 대기 조건에서 흡입을 사용하여 물을 끌어올릴 수 있는 최대 높이이다.
천연가스 라인과 같은 저압은 때때로 수두 인치로 지정되며, 일반적으로 w.c.(water column) 게이지 또는 w.g.(inches water) 게이지로 표기된다. 미국에서 일반적인 가스 사용 주거용 기기는 최대 1⁄2 psi (3.4 kPa; 34 mbar)로 평가되며, 이는 약 14 w.g.에 해당한다. 밀리미터, 센티미터 또는 미터를 기반으로 하는 다양한 이름과 표기법을 가진 유사한 미터법 단위는 현재 덜 일반적으로 사용된다.

## 액체의 끓는점

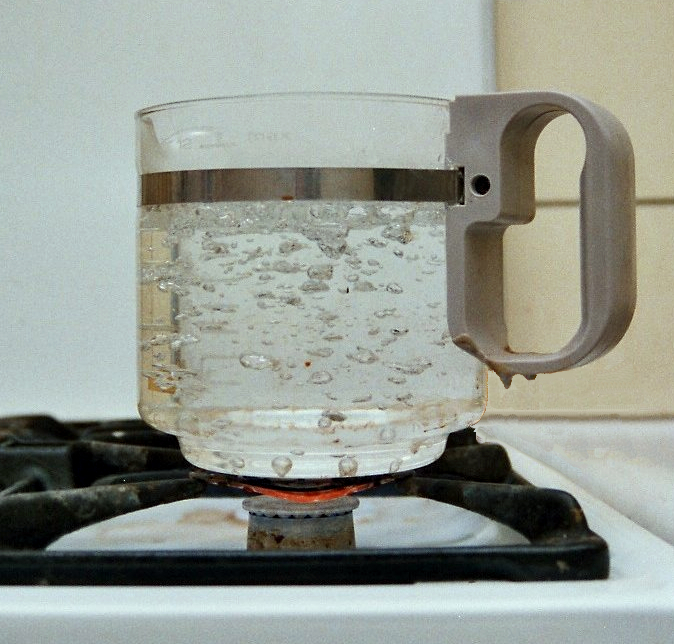
끓는 물

순수한 물은 지구의 표준 대기압에서 100 °C (212 °F)에서 끓는다. 끓는점은 증기압이 액체 주변의 대기압과 같아지는 온도이다. 이 때문에 액체의 끓는점은 압력이 낮으면 낮아지고 압력이 높으면 높아진다. 따라서 고도가 높은 곳에서 요리하려면 레시피를 조정하거나 압력솥을 사용해야 한다. 물이 끓는 온도를 측정하여 대략적인 고도를 알 수 있으며, 19세기 중반에는 이 방법이 탐험가들에게 사용되었다. 반대로, 예를 들어 증류에서 더 낮은 온도에서 액체를 증발시키려면 회전증발농축기에서처럼 진공펌프를 사용하여 대기압을 낮출 수 있다.

## 측정 및 지도
대기압이 고도에 따라 직접적으로 변한다는 지식의 중요한 응용은 신뢰할 수 있는 압력 측정 장치 덕분에 언덕과 산의 높이를 결정하는 데 있었다. 1774년, 네빌 마스켈라인은 스코틀랜드의 쉬할리온 산에서 뉴턴의 중력 이론을 확인하고 있었으며, 산비탈의 고도를 정확하게 측정해야 했다. 이 사건은 쉬할리온 실험으로 알려져 있다. 윌리엄 로이는 기압을 이용하여 마스켈라인의 높이 측정을 확인할 수 있었고, 그 일치는 1미터(3.28피트) 이내였다. 이 방법은 측량 작업과 지도 제작에 유용하게 되었고, 계속해서 유용하게 사용되고 있다.

## 같이 보기
- 공기 밀도
- 지구 대기권
- 공동현상
- 고기압
- 국제 표준 대기
- 저기압
- 기상학
- 압력
- 압력측정
- 기압
- 아열대 고압대